# Association Sportive de Saint-Étienne Loire 2016-2017
Questa voce raccoglie le informazioni riguardanti l'Association Sportive de Saint-Étienne Loire nelle competizioni ufficiali della stagione 2016-2017.

## Stagione

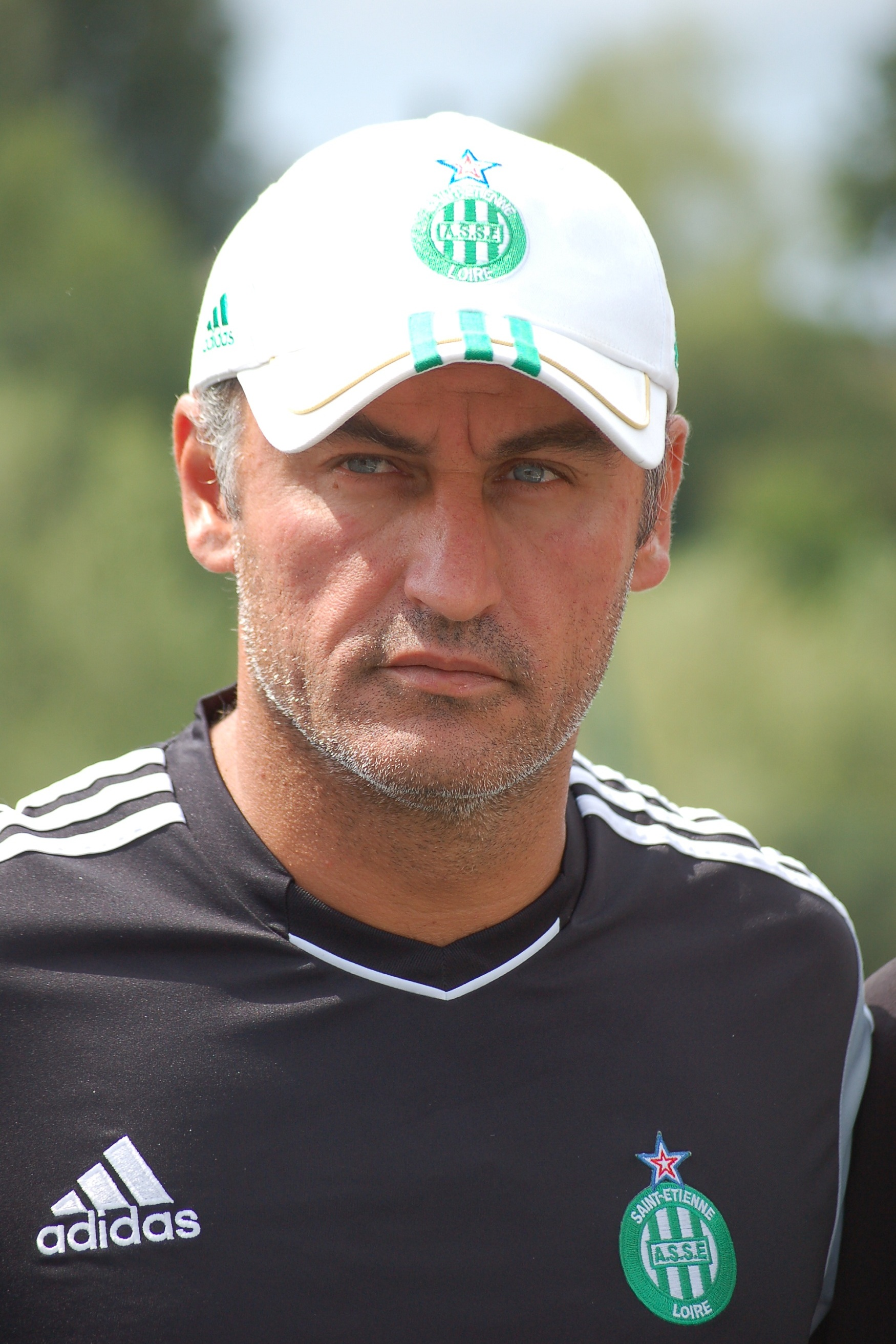
Christophe Galtier viene riconfermato alla panchina dei Verts.

Nonostante l'iniziale volontà di dimettersi dopo sette stagioni passate ad allenare gli stéphanoise, Christophe Galtier decide di restare sulla panchina dei verts. L'estate 2016 vede l'approdo nella Rodano-Alpi del difensore senegalese Cheikh M'Bengue dal Rennes e del centrocampista Bryan Dabo dal Montpellier, mentre torna dal prestito Yohan Mollo dopo un'annata in Russia. Tuttavia lasciano la squadra Moustapha Bayal Sall (andato a giocare in Qatar), Renaud Cohade (in direzione Metz), Valentin Eysseric (non riscattato), Jean-Christophe Bahebeck (tornato a Parigi) ed il giovane Neal Maupay (in prestito al Brest). Nel mese di agosto firmano per i francesi Henri Saivet in prestito dal Newcastle e Jordan Veretout in prestito dall'Aston Villa. Nonostante l'esordio amaro allo stade Geoffroy-Guichard contro i greci dell'AEK Atene (partita terminata 0-0), i ligériens si rifanno nella gara di ritorno ad Atene tramite la vittoria sugli ateniesi per 1-0 grazie alla rete di Robert Berič. Questo risultato permette alla società francese di raggiungere i play-off per l'accesso all'Europa League. Il Saint-Étienne supera anche l'ultimo turno preliminare, battendo in trasferta gli israeliani del Beitar Gerusalemme per 2-1 con le reti di Lemoine e Pogba (in Francia finisce 0-0). Così la squadra della Rodano Alpi raggiunge la fase a gironi dell'Europa League.
Tutt'altro che positivo è il debutto in campionato con una sconfitta contro il Bordeaux per 3-2 al Nouveau Stade de Bordeaux. Le due reti da parte della formazione di Galtier vengono siglate negli ultimi dieci minuti e quindi nel momentaneo 3-0 per i padroni di casa (a segno per i Verts Romain Hamouma e Alexander Søderlund). La prima vittoria in questa competizione arriva nella seconda giornata in rimonta contro il Montpellier di Hantz per 3-1 con le reti di Kévin Monnet-Paquet, Dylan Saint-Louis e Robert Berič.

## Divise e sponsor
Lo sponsor tecnico per la stagione 2016-2017 è Le Coq sportif, mentre lo sponsor ufficiale è Eovi Mcd mutuelle. La prima maglia è interamente verde ed il colletto presenta ai margini la bandiera francese in quanto si è tenuto l'Europeo di calcio in Francia; i pantaloncini sono bianchi ed i calzettoni verdi. La seconda maglia, invece, è completamente bianca con colletto verde, i pantaloncini sono verdi ed i calzettoni sono bianchi.
| Casa | Trasferta |

## Organigramma societario
Area direttiva
- Presidente: Bernard Caïazzo
- Co-presidente: Roland Romeyer
- Direttore generale: Stéphane Teissier
- Direttore generale amministrazione e finanze: François-Xavier Luce
- Direttore generale attività commerciali: Nicolas Jacq
- Presidente dell'associazione: Michel Saez

Area organizzativa
- Direttore dell'organizzazione e della sicurezza: Samuel Rustem

Area comunicazione
- Direttore relazioni esterne: Philippe Lyonnet

Area marketing
- Direttore marketing: Matthieu Malkani-Giraud

Area tecnica
- Direttore sportivo: Dominique Rocheteau
- Direttore centro di formazione: Bernard David, Philippe Guillemet
- Allenatore: Christophe Galtier
- Allenatore in seconda: Thierry Oleksiak, René Lobello
- Preparatori atletici: Thierry Cotte, Sébastien Sangnier
- Preparatore dei portieri: Fabrice Grange

Area sanitaria
- Medico sociale: Tarak Bouzaabia
- Fisioterapisti: Hubert Largeron, Thibaut Lombard, Mathieu Rachet
- Massaggiatore: Laurent Bensadi

## Rosa

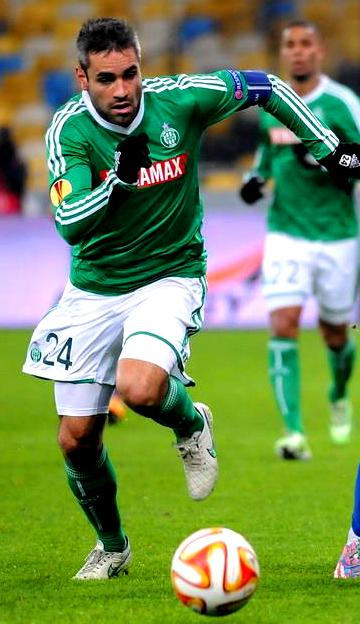
Loïc Perrin, capitano dei Verts nella stagione 2016-2017.

| N. |                       | Ruolo | Calciatore                |
| -- | --------------------- | ----- | ------------------------- |
| 1  | Francia (bandiera)    | P     | Anthony Maisonnial        |
| 2  | Francia (bandiera)    | D     | Kévin Théophile-Catherine |
| 3  | Francia (bandiera)    | D     | Pierre-Yves Polomat       |
| 4  | Svizzera (bandiera)   | D     | Léo Lacroix               |
| 5  | Francia (bandiera)    | C     | Vincent Pajot             |
| 6  | Francia (bandiera)    | C     | Jérémy Clément            |
| 7  | Francia (bandiera)    | C     | Bryan Dabo                |
| 8  | Francia (bandiera)    | C     | Benjamin Corgnet          |
| 9  | Francia (bandiera)    | A     | Nolan Roux                |
| 10 | Marocco (bandiera)    | A     | Oussama Tannane           |
| 11 | Senegal (bandiera)    | C     | Henri Saivet              |
| 12 | Senegal (bandiera)    | D     | Cheikh M'Bengue           |
| 14 | Francia (bandiera)    | C     | Jordan Veretout           |
| 15 | Capo Verde (bandiera) | C     | Erin Pinheiro             |
| 16 | Francia (bandiera)    | P     | Stéphane Ruffier          |
| 17 | Norvegia (bandiera)   | C     | Ole Selnæs                |
| 18 | Francia (bandiera)    | C     | Fabien Lemoine            |
| 19 | Guinea (bandiera)     | D     | Florentin Pogba           |
| 20 | Francia (bandiera)    | C     | Yohan Mollo               |
| 21 | Francia (bandiera)    | A     | Romain Hamouma            |

| N. |                       | Ruolo | Calciatore             |
| -- | --------------------- | ----- | ---------------------- |
| 22 | Francia (bandiera)    | A     | Kévin Monnet-Paquet    |
| 23 | Norvegia (bandiera)   | A     | Alexander Søderlund    |
| 24 | Francia (bandiera)    | D     | Loïc Perrin (capitano) |
| 25 | Francia (bandiera)    | D     | Kévin Malcuit          |
| 26 | Portogallo (bandiera) | A     | Jorginho               |
| 27 | Slovenia (bandiera)   | A     | Robert Berič           |
| 30 | Francia (bandiera)    | P     | Jessy Moulin           |
| 31 | Francia (bandiera)    | A     | Dylan Saint-Louis      |
| 31 | Senegal (bandiera)    | A     | Benjamin Aulagnier     |
| 32 | Francia (bandiera)    | D     | Ben Karamoko           |
| 33 | Francia (bandiera)    | D     | Ronaël Pierre-Gabriel  |
| 34 | Francia (bandiera)    | A     | Arnaud Nordin          |
| 35 | Francia (bandiera)    | D     | Jérrold Nyemeck        |
| 36 | Francia (bandiera)    | D     | Mickaël Nadé           |
| 37 | Francia (bandiera)    | A     | Lamine Ghezali         |
| 38 | Francia (bandiera)    | D     | Rayan Souici           |
| 39 | Francia (bandiera)    | D     | Clément Cabaton        |
| 40 | Francia (bandiera)    | P     | Alexis Guendouz        |
| 54 | Francia (bandiera)    | C     | Florian Milla          |

## Calciomercato

### Sessione estiva(dal 09/06 al 31/08)
| Acquisti | Acquisti          | Acquisti               | Acquisti                 |
| R.       | Nome              | da                     | Modalità                 |
| -------- | ----------------- | ---------------------- | ------------------------ |
| D        | Léo Lacroix       | Sion                   | definitivo (3 milioni €) |
| D        | Cheikh M'Bengue   | -                      | svincolato               |
| C        | Bryan Dabo        | Montpellier            | definitivo (4 milioni €) |
| C        | Yohan Mollo       | Kryl'ja Sovetov Samara | fine prestito            |
| C        | Henri Saivet      | Newcastle              | prestito                 |
| C        | Jordan Veretout   | Aston Villa            | prestito                 |
| A        | Jonathan Bamba    | Paris FC               | fine prestito            |
| A        | Dylan Saint-Louis | Évian TG               | fine prestito            |

| Cessioni | Cessioni                 | Cessioni        | Cessioni                        |
| R.       | Nome                     | a               | Modalità                        |
| -------- | ------------------------ | --------------- | ------------------------------- |
| D        | Benoît Assou-Ekotto      |                 | svincolato                      |
| D        | Moustapha Bayal Sall     | Al-Arabi        | definitivo (1 milione €)        |
| D        | Paul Baysse              | Nizza           | riscatto cartellino (500.000 €) |
| D        | Jonathan Brison          |                 | svincolato                      |
| D        | François Clerc           |                 | svincolato                      |
| D        | Nathan Dekoke            | Amiens          | prestito                        |
| C        | Renaud Cohade            | Metz            | definitivo                      |
| C        | Ismaël Diomandé          | Caen            | riscatto cartellino             |
| C        | Valentin Eysseric        | Nizza           | fine prestito                   |
| C        | Yohan Mollo              | Kryl'ja Sovetov | definitivo                      |
| C        | Cazim Suljic             |                 | svincolato                      |
| C        | Franck Tabanou           | Swansea City    | fine prestito                   |
| A        | Jonathan Bamba           | Sint-Truiden    | prestito                        |
| A        | Jean-Christophe Bahebeck | PSG             | fine prestito                   |
| A        | Neal Maupay              | Brest           | prestito                        |
| A        | Dylan Saint-Louis        | Laval           | prestito                        |

### Sessione invernale(dal 01/01 al 31/01)
| Acquisti | Acquisti       | Acquisti     | Acquisti      |
| R.       | Nome           | da           | Modalità      |
| -------- | -------------- | ------------ | ------------- |
| A        | Jonathan Bamba | Sint-Truiden | fine prestito |
| A        | Jorginho       | Arouca       | prestito      |

| Cessioni | Cessioni       | Cessioni | Cessioni |
| R.       | Nome           | a        | Modalità |
| -------- | -------------- | -------- | -------- |
| A        | Jonathan Bamba | Angers   | prestito |

## Risultati

### Ligue 1

#### Girone d'andata
| Arbitro: | Jaffredo |

|                                   |           |                           |
| Laborde 13’ Rolán 57’ Malcolm 72’ | Marcatori | 81’ Hamouma 89’ Søderlund |

| Arbitro: | Buquet |

|                                             |           |            |
| Monnet-Paquet 46’ Saint-Louis 50’ Berič 85’ | Marcatori | 23’ Mounié |

| Saint-Étienne 28 agosto 2016, ore 17:00 CEST 3ª giornata | Saint-Étienne | 0 – 0 referto | Tolosa | Stade Geoffroy-Guichard (23.786 spett.)\| Arbitro: \| Varela \| |
| Arbitro:                                                 | Varela        |               |        |                                                                 |

| Arbitro: | Bastien |

|                  |           |             |
| Lucas 67’ (rig.) | Marcatori | 90+3’ Berič |

| Arbitro: | Letexier |

|                      |           |  |
| Hamouma 90+3’ (rig.) | Marcatori |  |

| Nantes 21 settembre 2016, ore 19:00 CEST 6ª giornata | Nantes  | 0 – 0 referto | Saint-Étienne | Stade de la Beaujoire (18.823 spett.)\| Arbitro: \| Delerue \| |
| Arbitro:                                             | Delerue |               |               |                                                                |

| Arbitro: | Millot |

|                                 |           |             |
| Berič 63’ Nordin 72’ Roux 90+3’ | Marcatori | 80’ Civelli |

| Arbitro: | Turpin |

|                        |           |  |
| Darder 41’ Ghezzal 88’ | Marcatori |  |

| Arbitro: | Abed |

|                   |           |                |
| Roux 90+5’ (rig.) | Marcatori | 22’ Lees Melou |

| Arbitro: | Thual |

|  |           |                         |
|  | Marcatori | 49’ Saivet 58’ Veretout |

| Arbitro: | Buquet |

|            |           |         |
| Perrin 18’ | Marcatori | 5’ Glik |

| Metz 6 novembre 2016, ore 17:00 CET 12ª giornata | Metz   | 0 – 0 referto | Saint-Étienne | Stade Saint Symphorien (16.204 spett.)\| Arbitro: \| Varela \| |
| Arbitro:                                         | Varela |               |               |                                                                |

| Arbitro: | Schneider |

|  |           |              |
|  | Marcatori | 63’ Eysseric |

| Arbitro: | Hamel |

|          |           |                       |
| Pépé 18’ | Marcatori | 60’ Pogba 78’ Tannane |

| Saint-Étienne 30 novembre 2016, ore 19:00 CET 15ª giornata | Saint-Étienne | 0 – 0 referto | Olympique Marsiglia | Stade Geoffroy-Guichard (25.331 spett.)\| Arbitro: \| Bastien \| |
| Arbitro:                                                   | Bastien       |               |                     |                                                                  |

| Arbitro: | Gautier |

|                         |           |  |
| Ntep 54’ Grosicki 90+2’ | Marcatori |  |

| Arbitro: | Lannoy |

|             |           |  |
| Hamouma 25’ | Marcatori |  |

| Arbitro: | Lesage |

|                             |           |             |
| Philippoteaux 40’ Cabot 90’ | Marcatori | 90+1’ Pajot |

| Saint-Étienne 21 dicembre 2016, ore 20:50 CET 19ª giornata | Saint-Étienne | 0 – 0 referto | Nancy | Stade Geoffroy-Guichard (26.621 spett.)\| Arbitro: \| Thual \| |
| Arbitro:                                                   | Thual         |               |       |                                                                |

#### Girone di ritorno
| Arbitro: | Lesage |

|                 |           |             |
| de Préville 71’ | Marcatori | 17’ Hamouma |

| Arbitro: | Bastien |

|                             |           |              |
| Bamba 51’ (aut.) Perrin 74’ | Marcatori | 17’ Pavlović |

| Arbitro: | Varela |

|  |           |                                              |
|  | Marcatori | 9’ (rig.), 67’ (rig.) Roux 55’ Monnet-Paquet |

| Arbitro: | Chapron |

|                                     |           |  |
| Monnet-Paquet 9’ Romain Hamouma 22’ | Marcatori |  |

| Arbitro: | Delerue |

|            |           |  |
| Cyprien 7’ | Marcatori |  |

| Arbitro: | Millot |

|                                                    |           |  |
| Perrin 18’ Veretout 20’ Hamouma 58’ Jorginho 90+1’ | Marcatori |  |

| Arbitro: | Letexier |

|                      |           |                   |
| Lasne 49’ Mounié 68’ | Marcatori | 12’ Monnet-Paquet |

| Arbitro: | Buquet |

|  |           |             |
|  | Marcatori | 33’ Rodelin |

| Furiani 4 marzo 2017, ore 20:00 CET 28ª giornata | Bastia    | 0 – 0 referto | Saint-Étienne | Stade Armand Cesari (10.174 spett.)\| Arbitro: \| Rainville \| |
| Arbitro:                                         | Rainville |               |               |                                                                |

| Arbitro: | Miguelgorry |

|                        |           |                     |
| Berič 53’ Perrin 90+4’ | Marcatori | 1’ Sarr 67’ Falette |

| Arbitro: | Bastien |

|  |           |              |
|  | Marcatori | 77’ Veretout |

| Arbitro: | Turpin |

|                          |           |  |
| Mbappé 20’ Germain 90+3’ | Marcatori |  |

| Arbitro: | Turpin |

|             |           |              |
| Corgnet 70’ | Marcatori | 15’ Nakoulma |

| Arbitro: | Millot |

|                                        |           |  |
| Thauvin 22’, 58’ Gomis 31’ Payet 90+3’ | Marcatori |  |

| Arbitro: | Buquet |

|           |           |           |
| Berič 39’ | Marcatori | 44’ Mexer |

| Arbitro: | Thual |

|  |           |                              |
|  | Marcatori | 61’ Pajot 86’ (rig.) Hamouma |

| Arbitro: | Schneider |

|                     |           |                              |
| Berič 45’ Pajot 65’ | Marcatori | 42’ (rig.) Ounas 50’ Laborde |

| Arbitro: | Delerue |

|  |           |                                           |
|  | Marcatori | 2’, 72’ Cavani 38’, 77’ Lucas 90’ Draxler |

| Arbitro: | Millot |

|                                   |           |            |
| Busin 17’ Diagne 59’ Maouassa 83’ | Marcatori | 74’ Nordin |

### Coupe de France

#### Fase a eliminazione diretta
| Arbitro: | Varela |

|         |           |                                                  |
| Dia 43’ | Marcatori | 25’ Hamouma 55’ Veretout 79’ Søderlund 90’ Keyta |

| Arbitro: | Abed |

|                                  |           |  |
| Yattara 97’ Touré 105’ Boto 119’ | Marcatori |  |

### Coupe de la Ligue

#### Fase a eliminazione diretta
| Arbitro: | Fautrel |

|  |           |                 |
|  | Marcatori | 18’ (rig.) Dalé |

### Europa League

#### Turni preliminari
| Saint-Étienne 28 luglio 2016, ore 21:00 CEST Terzo turno preliminare – Andata | Saint-Étienne | 0 – 0 referto | AEK Atene | Stade Geoffroy-Guichard (30.438 spett.)\| Arbitro: \| Damato \| |
| Arbitro:                                                                      | Damato        |               |           |                                                                 |

| Arbitro: | Yefet |

|  |           |           |
|  | Marcatori | 23’ Berič |

| Arbitro: | Oliver |

|          |           |                       |
| Vered 8’ | Marcatori | 15’ Lemoine 30’ Pogba |

| Saint-Étienne 25 agosto 2016, ore 20:45 CEST Play-off – Ritorno | Saint-Étienne | 0 – 0 referto | Beitar Gerusalemme | Stade Geoffroy-Guichard (20.354 spett.)\| Arbitro: \| Jug \| |
| Arbitro:                                                        | Jug           |               |                    |                                                              |

#### Fase a gironi
| Arbitro: | Moen |

|             |           |           |
| Bungert 57’ | Marcatori | 88’ Berič |

| Arbitro: | Bezborodov |

|            |           |                      |
| Roux 90+4’ | Marcatori | 62’ (rig.) Tielemans |

| Arbitro: | Palabıyık |

|                       |           |  |
| Ricardinho 70’ (aut.) | Marcatori |  |

| Arbitro: | Del Cerro |

|              |           |                         |
| Gurbanov 39’ | Marcatori | 45+1’ Tannane 53’ Berić |

| Saint-Étienne 24 novembre 2016, ore 21:05 CET Gruppo C - 5ª giornata | Saint-Étienne | 0 – 0 referto | Magonza | Stade Geoffroy Guichard (21.750 spett.)\| Arbitro: \| Nijhuis \| |
| Arbitro:                                                             | Nijhuis       |               |         |                                                                  |

| Arbitro: | István Kovács |

|                         |           |                                      |
| Chipciu 21’ Stanciu 31’ | Marcatori | 62’, 67’ Søderlund 74’ Monnet-Paquet |

#### Fase a eliminazione diretta
| Arbitro: | Královec |

|                                  |           |  |
| Ibrahimović 15’, 75’, 88’ (rig.) | Marcatori |  |

| Arbitro: | Aytekin |

|  |           |                |
|  | Marcatori | 17’ Mxit'aryan |

## Statistiche

### Statistiche di squadra
| Competizione      | Punti | In casa | In casa | In casa | In casa | In casa | In casa | In trasferta | In trasferta | In trasferta | In trasferta | In trasferta | In trasferta | Totale | Totale | Totale | Totale | Totale | Totale | DR |
| Competizione      | Punti | G       | V       | N       | P       | Gf      | Gs      | G            | V            | N            | P            | Gf           | Gs           | G      | V      | N      | P      | Gf     | Gs     | DR |
| ----------------- | ----- | ------- | ------- | ------- | ------- | ------- | ------- | ------------ | ------------ | ------------ | ------------ | ------------ | ------------ | ------ | ------ | ------ | ------ | ------ | ------ | -- |
| Ligue 1           | 50    | 19      | 7       | 9       | 3       | 24      | 18      | 19           | 5            | 5            | 9            | 17           | 24           | 38     | 12     | 14     | 12     | 41     | 42     | -1 |
| Coupe de France   | -     | -       | -       | -       | -       | -       | -       | 2            | 1            | 0            | 1            | 4            | 4            | 2      | 1      | 0      | 1      | 4      | 4      | 0  |
| Coupe de la Ligue | -     | 1       | 0       | 0       | 1       | 0       | 1       | -            | -            | -            | -            | -            | -            | 1      | 0      | 0      | 1      | 0      | 1      | -1 |
| Europa League     | -     | 6       | 1       | 4       | 1       | 2       | 2       | 6            | 4            | 1            | 1            | 9            | 8            | 12     | 5      | 5      | 2      | 11     | 10     | +1 |
| Totale            | -     | 26      | 8       | 13      | 5       | 26      | 21      | 27           | 10           | 6            | 11           | 30           | 36           | 53     | 18     | 19     | 16     | 56     | 57     | -1 |

### Andamento in campionato
| Giornata  | 1  | 2 | 3  | 4  | 5 | 6  | 7 | 8 | 9 | 10 | 11 | 12 | 13 | 14 | 15 | 16 | 17 | 18 | 19 | 20 | 21 | 22 | 23 | 24 | 25 | 26 | 27 | 28 | 29 | 30 | 31 | 32 | 33 | 34 | 35 | 36 | 37 | 38 |
| --------- | -- | - | -- | -- | - | -- | - | - | - | -- | -- | -- | -- | -- | -- | -- | -- | -- | -- | -- | -- | -- | -- | -- | -- | -- | -- | -- | -- | -- | -- | -- | -- | -- | -- | -- | -- | -- |
| Luogo     | T  | C | C  | T  | C | T  | C | T | C | T  | C  | T  | C  | T  | C  | T  | C  | T  | C  | T  | C  | T  | C  | T  | C  | T  | C  | T  | C  | T  | T  | C  | T  | C  | T  | C  | C  | T  |
| Risultato | P  | V | N  | N  | V | N  | V | P | N | V  | N  | N  | P  | V  | N  | P  | V  | P  | N  | N  | V  | V  | V  | P  | V  | P  | P  | N  | N  | V  | P  | N  | P  | N  | V  | N  | P  | P  |
| Posizione | 13 | 8 | 10 | 12 | 8 | 10 | 7 | 9 | 9 | 7  | 7  | 9  | 9  | 8  | 9  | 9  | 8  | 9  | 8  | 8  | 6  | 5  | 5  | 5  | 5  | 5  | 6  | 7  | 7  | 7  | 7  | 7  | 7  | 7  | 7  | 7  | 8  | 8  |

Fonte:  Classements, su lfp.fr, LFP.
Legenda:

Luogo: C = Casa; T = Trasferta. Risultato: V = Vittoria; N = Pareggio; P = Sconfitta.

### Statistiche dei giocatori
| Giocatore              | Ligue 1  | Ligue 1 | Ligue 1     | Ligue 1    | Coupe de France Coupe de la Ligue | Coupe de France Coupe de la Ligue | Coupe de France Coupe de la Ligue | Coupe de France Coupe de la Ligue | Europa League | Europa League | Europa League | Europa League | Totale   | Totale | Totale      | Totale     |
| Giocatore              | Presenze | Reti    | Ammonizioni | Espulsioni | Presenze                          | Reti                              | Ammonizioni                       | Espulsioni                        | Presenze      | Reti          | Ammonizioni   | Espulsioni    | Presenze | Reti   | Ammonizioni | Espulsioni |
| ---------------------- | -------- | ------- | ----------- | ---------- | --------------------------------- | --------------------------------- | --------------------------------- | --------------------------------- | ------------- | ------------- | ------------- | ------------- | -------- | ------ | ----------- | ---------- |
| A. Aulagnier           | 0        | 0       | 0           | 0          | -                                 | -                                 | -                                 | -                                 | 0             | 0             | 0             | 0             | 0        | 0      | 0           | 0          |
| R. Berič               | 22       | 6       | 0           | 0          | 0+1                               | 0                                 | 0                                 | 0                                 | 9             | 3             | 1             | 0             | 32       | 9      | 1           | 0          |
| C. Cabaton             | -        | -       | -           | -          | -                                 | -                                 | -                                 | -                                 | 0             | 0             | 0             | 0             | 0        | 0      | 0           | 0          |
| J. Clément             | 5        | 0       | 0           | 0          | -                                 | -                                 | -                                 | -                                 | 1             | 0             | 0             | 0             | 6        | 0      | 0           | 0          |
| B. Corgnet             | 10       | 1       | 1           | 0          | -                                 | -                                 | -                                 | -                                 | 1             | 0             | 0             | 0             | 11       | 1      | 1           | 0          |
| B. Dabo                | 14       | 0       | 3           | 0          | 2+1                               | 0                                 | 0                                 | 0                                 | 5             | 0             | 1             | 0             | 22       | 0      | 4           | 0          |
| L. Ghezali             | 1        | 0       | 0           | 0          | -                                 | -                                 | -                                 | -                                 | -             | -             | -             | -             | 1        | 0      | 0           | 0          |
| A. Guendouz            | 0        | -0      | 0           | 0          | 0                                 | -0                                | 0                                 | 0                                 | 0             | -0            | 0             | 0             | 0        | -0     | 0           | 0          |
| B. Karamoko            | 1        | 0       | 1           | 0          | -                                 | -                                 | -                                 | -                                 | 1             | 0             | 0             | 0             | 2        | 0      | 1           | 0          |
| R. Hamouma             | 29       | 7       | 2           | 0          | 2+1                               | 1+0                               | 0                                 | 0                                 | 8             | 0             | 1             | 0             | 40       | 8      | 3           | 0          |
| Jorginho               | 5        | 1       | 2           | 1          | -                                 | -                                 | -                                 | -                                 | 2             | 0             | 0             | 0             | 7        | 1      | 2           | 1          |
| H. Keyta               | 4        | 0       | 0           | 0          | 2+0                               | 1+0                               | 0                                 | 0                                 | -             | -             | -             | -             | 6        | 1      | 0           | 0          |
| L. Lacroix             | 20       | 0       | 6           | 0          | 1+1                               | 0                                 | 0+1                               | 0                                 | 3             | 0             | 0             | 0             | 25       | 0      | 7           | 0          |
| F. Lemoine             | 16       | 0       | 0           | 1          | 2+0                               | 0                                 | 0                                 | 0                                 | 6             | 1             | 1             | 0             | 24       | 1      | 1           | 1          |
| H. Maiga               | 5        | 0       | 0           | 0          | -                                 | -                                 | -                                 | -                                 | -             | -             | -             | -             | 5        | 0      | 0           | 0          |
| A. Maisonnial          | 2        | -2      | 0           | 0          | 1+0                               | -1                                | 0                                 | 0                                 | 0             | -0            | 0             | 0             | 3        | -3     | 0           | 0          |
| K. Malcuit             | 25       | 0       | 4           | 2          | 2+0                               | 0                                 | 0                                 | 0                                 | 7             | 0             | 1             | 0             | 34       | 0      | 5           | 2          |
| C. M'Bengue            | 15       | 0       | 4           | 0          | -                                 | -                                 | -                                 | -                                 | 2             | 0             | 1             | 0             | 17       | 0      | 5           | 0          |
| F. Milla               | -        | -       | -           | -          | -                                 | -                                 | -                                 | -                                 | -             | -             | -             | -             | -        | -      | -           | -          |
| Y. Mollo               | -        | -       | -           | -          | -                                 | -                                 | -                                 | -                                 | -             | -             | -             | -             | -        | -      | -           | -          |
| K. Monnet-Paquet       | 34       | 4       | 0           | 0          | 2+1                               | 0                                 | 0                                 | 0                                 | 11            | 1             | 0             | 0             | 48       | 5      | 0           | 0          |
| J. Moulin              | 6        | -3      | 0           | 1          | 1+0                               | -3                                | 0                                 | 0                                 | 4             | -2            | 0             | 0             | 11       | -8     | 0           | 1          |
| M. Nade                | 1        | 0       | 0           | 0          | 0                                 | 0                                 | 0                                 | 0                                 | -             | -             | -             | -             | 1        | 0      | 0           | 0          |
| J. Nyemeck             | 0        | 0       | 0           | 0          | -                                 | -                                 | -                                 | -                                 | -             | -             | -             | -             | 0        | 0      | 0           | 0          |
| A. Nordin              | 15       | 2       | 0           | 0          | 1+1                               | 0                                 | 0                                 | 0                                 | 2             | 0             | 0             | 0             | 19       | 2      | 0           | 0          |
| V. Pajot               | 21       | 3       | 2           | 0          | 1+0                               | 0                                 | 0                                 | 0                                 | 11            | 0             | 1             | 0             | 33       | 3      | 3           | 0          |
| L. Perrin              | 27       | 4       | 1           | 0          | 2+1                               | 0                                 | 0                                 | 0                                 | 10            | 0             | 2             | 0             | 40       | 4      | 3           | 0          |
| R. Pierre-Gabriel      | 14       | 0       | 4           | 0          | 0                                 | 0                                 | 0                                 | 0                                 | 0             | 0             | 0             | 0             | 14       | 0      | 4           | 0          |
| E. Pinheiro            | -        | -       | -           | -          | -                                 | -                                 | -                                 | -                                 | -             | -             | -             | -             | -        | -      | -           | -          |
| F. Pogba               | 17       | 1       | 1           | 0          | 0+1                               | 0                                 | 0                                 | 0                                 | 11            | 0             | 1             | 0             | 29       | 1      | 2           | 0          |
| P. Polomat             | 11       | 0       | 2           | 0          | 2+1                               | 0                                 | 0                                 | 0                                 | 5             | 0             | 1             | 0             | 19       | 0      | 3           | 0          |
| K. Rocha Santos        | 3        | 0       | 0           | 0          | 1+0                               | 0                                 | 0                                 | 0                                 | -             | -             | -             | -             | 4        | 0      | 0           | 0          |
| N. Roux                | 21       | 4       | 1           | 0          | 2+0                               | 0                                 | 0                                 | 0                                 | 10            | 1             | 0             | 0             | 33       | 5      | 1           | 0          |
| S. Ruffier             | 31       | -37     | 0           | 0          | 0+1                               | -1                                | 0                                 | 0                                 | 9             | -8            | 0             | 1             | 41       | -46    | 0           | 1          |
| D. Saint-Louis         | 1        | 1       | 0           | 0          | -                                 | -                                 | -                                 | -                                 | 1             | 0             | 0             | 0             | 2        | 1      | 0           | 0          |
| H. Saivet              | 27       | 1       | 3           | 0          | 0+1                               | 0                                 | 0                                 | 0                                 | 7             | 0             | 0             | 0             | 35       | 1      | 3           | 0          |
| O. Selnæs              | 26       | 0       | 4           | 0          | 1+1                               | 0                                 | 0                                 | 0                                 | 9             | 0             | 0             | 0             | 37       | 0      | 4           | 0          |
| A. Søderlund           | 17       | 1       | 2           | 0          | 1+1                               | 1+0                               | 0                                 | 0                                 | 4             | 2             | 0             | 0             | 23       | 4      | 2           | 0          |
| R. Souici              | -        | -       | -           | -          | -                                 | -                                 | -                                 | -                                 | 0             | 0             | 0             | 0             | 0        | 0      | 0           | 0          |
| O. Tannane             | 17       | 1       | 4           | 1          | 0+1                               | 0                                 | 0                                 | 0                                 | 10            | 1             | 2             | 0             | 28       | 2      | 6           | 1          |
| K. Théophile-Catherine | 31       | 0       | 3           | 0          | 1+0                               | 0                                 | 0                                 | 0                                 | 10            | 0             | 1             | 0             | 42       | 0      | 4           | 0          |
| J. Veretout            | 35       | 3       | 6           | 0          | 1+0                               | 1+0                               | 0                                 | 0                                 | 7             | 0             | 1             | 0             | 43       | 4      | 7           | 0          |